# Lee Cheol-ha
Lee Cheol-ha(이철하 født 12. september 1970 i Seoul) er en koreansk filminstruktør.

## Filmografi
- 2006 사랑따윈 필요 없어 (Love Me Not)
- 2008 스토리 오브 와인 (Story of Wine)